# Leptolaena multiflora
Leptolaena multiflora là một loài thực vật có hoa thuộc họ Sarcolaenaceae.
Loài này chỉ có ở Madagascar.
Môi trường sống tự nhiên của chúng là rừngs ẩm vùng đất thấp nhiệt đới hoặc cận nhiệt đới and vùng bờ biển cát.
Chúng hiện đang bị đe dọa vì mất môi trường sống.